# Форма голосу (фільм)
Форма голосу (яп. 聲の形, Koe no Katachi) — анімований японський фільм-драма на основі однойменної манґи Ойми Йошітокі. Фільм був вироблений студією Kyoto Animation. Ямада Наоко була режисером фільму, Йошіда Рейко — сценаристом, Нішія Футоші — дизайнером персонажів, а Ушіо Кенсуке — композитором. Вперше про наміри випустити анімований фільм-адаптацію було оголошено в листопаді 2014 року, та в листопаді 2015 року було підтверджено, що адаптацією займатимуться Kyoto Animation. Постер фільму та офіційний трейлер опублікували в липні 2016 року.
Фільм за жанром є історією дорослішання та психологічною драмою, торкається тем цькування, інвалідності, дружби протилежних статей, прощення, психічного здоров'я, самогубства. Основою сюжету є колишній хуліган, який сам став жертвою знущань, що вирішує примиритись та подружитись із глухою дівчиною, з якої знущався в минулому.
Прем'єра фільму відбулася в Токіо 24 серпня 2016 року. Він вийшов у Японії 17 вересня 2016 року, а в решті країн виходив з лютого по червень 2017 року. Фільм здобув дуже схвальні відгуки критиків: вони вихваляли режисерську роботу, анімацію, роботу акторів озвучування, композитора, а також психологічну глибину персонажів. Фільм зібрав понад 30,5 мільйона доларів у касових зборах по всьому світу. Фільм виграв Премію японських кінокритиків в номінації «Найкращий анімований фільм». Фільм також висувався на Премію Японської академії за найкращий анімаційний фільм року та Премію Майнічі за найкращий анімований фільм, але програв у цих номінаціях фільмам «У цьому куточку світу» та «Твоє ім'я» відповідно.
Фільм випускався в Україні на VOD-платформах у 2020 році компанією «Вольга Україна» з субтитрами українською мовою[первинне джерело].

## Виробництво

### Музика
Вступна тема фільму — пісня британської групи The Who, «My Generation». Завершальною темою є пісня «Koi wo Shita no wa» (Те, що ми любили, значить…) у виконанні співачки AIKO.